# Държавен преврат в Испания (1939)
Държавният преврат в Испания от март 1939 г., в историографията често наричан преврат на Касадо е държавен преврат, организиран в републиканската зона срещу правителството на Хуан Негрин. Извършен е от военни с подкрепата на анархистите и социалистите. Негов водач е командирът на централната армия, Сехисмундо Касадо.
Заговорниците гледат на правителството на Негрин като на една комунистическа диктатура. Повечето стигат до извода, че одобрената от правителството стратегия за непоколебима съпротива срещу националистите няма да доведе до нищо друго освен до нови убийства и страдания, докато войната вече е загубена. Военните и политици планират преврата като първа стъпка към започване на мирни преговори с националистите. За анархистите и социалистите приоритет е премахването на комунистите от власт.
Превратът започва на 5 март, когато бунтовниците обявявяват създаването на свое собствено квазиправителство Съвет за национална отбрана (CND), базирано в Мадрид. След няколко часа дискусии правителството на Негрин, по това време близо до град Елда на брега решава, че всякаква съпротива е безсмислена. На следващия ден те напускат Испания. Бунтовниците лесно поемат контрола над всички столици на провинциите с много малко или никакви регистрирани битки. Изключение е Мадрид, където местната комунистическа изпълнителна власт, без да знае за решението на Политическото бюро на партията да избегне кръвопролитието, оказва съпротива. Контролираните от комунистите части, изтеглени от фронтовата линия, поемат контрола над по-голямата част от Мадрид и на 9 март те доближават централата на Съвета за национална отбрана. Въпреки това, контролираните от анархистите части също са изтеглени от фронтовата линия, навлизат в града на 10 март и след 3 дни осигуряват триумфа на бунтовниците. През следващите 3 седмици републиканската зона е управлявана от Съвета за национална отбрана.

## Прелюдия
През 1938 г. много ключови републиканци изразяват съмнения относно стратегията на министър-председателя Негрин да продължава да се бие с франкистите. Комунистическата партия, действаща в интерес на СССР, е определена като негов главен защитник. Те са все по-убедени, че войната вече е загубена и че по-нататъшната съпротива ще доведе само до ненужни жертви, страдания и разруха. До 1939 г. обаче теорията, че републиката трябва да започне преговори с националистите за прекратяване на конфликта, се прокарва с помощта на редовни вътрешни политически механизми. Президентът Мануел Асаня разговаря за тази цел с министър-председателя, лидерът на социалистите Хулиан Бестейро лобира за неговия кабинет, който след това ще се включи в мирните преговори.
В началото на февруари висши военни командири се съгласяват условно в случай, че Негрин – по това време в капан в изолирана Каталония се върне в централната зона, той трябва да бъде отстранен от власт. Заговорът включва командващия всички въоръжени сили в централно-южната зона армейски генерал Хосе Миаха, неговия началник-щаб генерал Мануел Гомес, командващия армията на Леванте генерал Леополдо Менендес и командващия армията на центъра полковник Касадо. Приблизително по същото време 3 големи анархистки организации – Национална конфедерация на труда, Иберийска анархистка федерация и Либертарианска младеж, се опитват да убедят Миаха в създаване на „обединена антифашистка организация“, която да поеме властта в централната зона. Целта не е толкова започване на мирни преговори, а по-скоро отклоняване на комунистите. Предложението е последвано от разговори между Касадо и анархисткия военен командир на IV армейски корпус Сиприано Мера.
От януари Касадо поддържа контакти с националистически агенти, действащи в Мадрид. На 15 февруари той получава потвърждение, че Франсиско Франко е готов да започне преговори за капитулация на републиканците. След това през следващите 3 седмици е непрекъсната комуникация между Касадо и националистите. Първият вече е решен да организира преврат срещу Негрин, който се връща в централната зона и да започне мирни преговори. Щабът на Франко обещава, че няма да има репресии срещу републиканците, които не са виновни за престъпления. Националистите настояват също така да бъде организиран преврат срещу Негрин възможно най-скоро, вероятно още през февруари 1939 г.

## Заговорници
В началото на 1939 г. анархистите твърдо се противопоставят на това, което наричат неприкрита комунистическа диктатура в републиканската зона. Лидерът на партията Хуан Гарсия Оливер, от началото на февруари в изгнание в Париж, заявява, че е необходимо да се отстрани Негрин. Подобна позиция е приета от Мадридския комитет за регионална отбрана (CRD), въпреки че е технически подразделение в рамките на по-голямата анархистка структура, на практика се очертава като ключов анархистки орган за вземане на решения. Неговите лидери са Хосе Гарсия Прадас, Мануел Салгадо Морейра и Едуардо Вал Бескос, които действат като партийна изпълнителна тройка. Те имат огромна подкрепа от широк спектър от анархистки организации. Бурна пленарна среща от 24 февруари потвърждава яростната враждебност към комунистите и подкрепя усилията срещу „всякакъв вид диктатура“, въпреки че остава неубедителна по отношение на търсенето на мир с националистите.
Лидерите на социалистите Индалесио Прието и Франсиско Ларго Кабайеро заминават за Франция през януари 1939 г. и решават да не се връщат в Испания. Те също са остро критични към Негрин и Комунистическата партия на Испания. Политикът на социалистите с най-престижен статус, който живее в републиканската зона е Хулиан Бестейро, от януари 1939 г. участващ в предпазливи преговори с военни командири за формиране на местна властова структура, търсеща мир. Ключовият социалистически орган за вземане на решения е Agrupación Socialista Madrileña с Бестейро, Карийо, Анхел Педреро и Карлос Рубиера. От 27 февруари те влизат в преки преговори с Касадо за създаване на антинегринско правителство. Подобно на анархистите, социалистите също са твърдо настроени срещу комунистите и донякъде разделени по отношение на мирните преговори с Франко.
Третият компонент на заговора са военните. Най-високопоставеният офицер, за когото е известно, макар и не особено активен в заговора, е генерал Хосе Миаха, току-що повишен в титулярна позиция на генерален командир на републиканската армия, флота и военновъздушните сили. Повече реална власт има активният заговорник генерал Мануел Гомес, наскоро номиниран за командир на републиканската армия. Ключови местни командири са контраадмирал Мигел Биса (флот), генерал Леополдо Менендес (армия на Леванте) и Касадо. Касадо е лидерът и движещият дух зад заговора. Има и ключови командири, които не знаят за заговора: полковник Доминго Морионес (Армията на Андалусия), полковник Антонио Ескобар (Армията на Естремадура) и генерал Игнасио Идалго де Сиснерос (командващ военновъздушните сили).

## Реакция на правителството
След завръщането си в Мадрид на 11 февруари, министър-председателят Негрин и неговите най-близки сътрудници са напълно наясно с пораженческия дух, преобладаващ сред висшите военни и административни служители. Тъй като някои са смятани за готови да капитулират, няколко комунистически лидери предлагат или назначаването на политически комисари във висшите армейски структури, което ще изисква техния подпис под всяка заповед, или свалянето им. Списъкът на заподозрените включва Миаха и Касадо. По неясни причини Негрин не изпълнява тези планове, а вместо това в продължение на около 2 седмици той продължава да се среща с висши командири на всеки няколко дни, или в Мадрид, или в провинция Леванте, докато обикаля средиземноморското крайбрежие.
От средата на февруари Негрин е информиран от армейското разузнаване за изключително подозрителни срещи, провеждащи се в Мадрид между ключови военни, от една страна, и сенчести фигури, вероятно свързани с националистическата шпионска мрежа, политици и чуждестранни дипломати, от друга. Въпреки това мерки не са взети. На 25 февруари или малко след това Негрин се установява в Posición Yuste, временен щаб близо до Елда в провинция Аликанте, на около 30 км от пристанището и на над 300 км от Мадрид. За последно той е в Мадрид на 27 февруари.
На 2 март Негрин провежда среща с висши военни, включително Миаха, Гомес, Касадо и Биса. Той се замисля дали да не замени Касадо с Енрике Листер или с командир на III корпус Буено, но в крайна сметка не прави нищо. На 3 март правителството публикува редица военни номинации. Доверени висши комунистически офицери са командировани на ключови позиции по крайбрежието, особено в провинциите Мурсия и Аликанте. Същия ден Негрин свиква ключови военни, включително Миаха, Касадо и Гомес, на среща, която трябва да се проведе отново в Posición Yuste на 5 март.

## Картахена
Основната републиканска военноморска база е в Картахена, дом на почти целия републикански флот. За разлика от армията, в началото на март това е сила, напълно сравнима с националистическия флот с 3 леки крайцера, 10 разрушителя и редица други плавателни съдове, включително подводници и торпедни лодки. От края на февруари Негрин развива съмнения относно командващия флота, контраадмирал Биса и комисаря на базата в Картахена, социалиста Бруно Алонсо. Тъй като на флота вероятно е отредена жизненоважна роля във всички планове на Негрин за масова евакуация от пристанищата, той решава да гарантира, че няма да има изненади. На 3 март заменя Алонсо с комунистическия полковник Франсиско Галан, който пристига в Картахена, за да поеме командването на 4 март.
Някои историци твърдят, че Касадо и Биса са планирали да изведат флота в морето като част от преврата. Пристигането на Галан може да е осуетило тези планове и следобед на 4 март той е задържан от местни заговорници, но не е ясно дали по заповед на Биса. Малко след това и осъзнавайки очевидното нарушение сред републиканците, националистическите заговорници започват действия в града. Избухват спорадични тристранни битки. Биса решава да даде приоритет на борбата с националистите пред борбата с лоялните на Негрин и освобождава Галан. Въпреки това, в ранните часове на 5 март той нарежда на флота да се подготви за отплаване.
През деня обстановката в Картахена става пагубна. Националистически бунтовници контролират бреговата батарея и радиото. Те искат флотата да отплава, въпреки че някои предпочитат да открият огън по корабите. Биса контролира флота и отчасти пристанището, но е силно притиснат от антинегринистите. Лоялни правителствени части, събрани в покрайнините на града, влизат в Картахена и сред битки с националистически бунтовници напредват към пристанището. Националистическата авиация бомбардира пристанището, обстреляно по погрешка от собствената крайбрежна батарея на бунтовниците. Франко заповядва на военните си кораби от Кастелон и Малага да отплават за Картахена. Сред пълен хаос около средата на деня на 5 март, републиканският флот отплава в открито море. През следобеда войски, лоялни на правителството, поемат контрола над града и пристанището.

## Съвет за национална отбрана
Според някои източници превратът първоначално е планиран за 4 март, ускорен от номинациите на Негрин от 3 март. Те са възприети като пълно комунистическо превземане. До последния момент съставът на изпълнителната власт на бунтовниците, който е наречен Съвет за национална отбрана (CND) е неясен. В края на февруари Касадо предлага Мелчор Родригес да бъде негов президент, но той отказва. Когато следобед на 5 март ключови заговорници се събират в бившата сграда на Министерството на финансите, за да направят радиопредаване, съставът на Съвета за национална отбрана все още не е съгласуван. В крайна сметка е решено, че президентството ще отиде при Миаха, който по това време е във Валенсия. След по-нататъшна нервна дискусия за личности и организации, имената са договорени малко преди финалното радиопредаване, направено в 22:00 часа. За всички събрали се обаче е ясно, че лидерът на преврата е Касадо.

### Проектокабинет
| Позиция                             | Име               | Представлява                                 |
| ----------------------------------- | ----------------- | -------------------------------------------- |
| Президент                           | Хосе Миаха        | армия                                        |
| Външни работи/заместник-председател | Хулиан Бестейро   | Испанска социалистическа работническа партия |
| Вътрешни работи                     | Венселао Карильо  | Мадридска социалистическа асоциация          |
| Отбрана                             | Сехисмундо Касадо | армия                                        |
| Финанси                             | Мануел Марин      | Национална конфедерация на труда             |
| Труд                                | Антонио Гарсия    | Общ съюз на трудещите се                     |
| Правосъдие                          | Мигел Кастро      | Републиканска левица                         |
| Образование и здравеопазване        | Хосе дел Рио      | Републикански съюз                           |
| Комуникации и благоустройство       | Едуардо Вал       | Национална конфедерация на труда             |

Излъчването се състои от официално комюнике и обръщения на Бестейро, Кастро и Касадо. Всички са формулирани доста неясно с високопарни думи и съсредоточени върху критикуването на Негрин и неговото правителство като некомпетентни и обслужващи чужди (т.е. вероятно съветски) интереси, управляващи голямата национална катастрофа. Те не съдържат изрични препратки към започване на мирни преговори с националистите, въпреки че няколко пъти ползват фрази за „спасяване на невинни маси“ или „хуманитарни задължения“, но ораторите също се обявяват за антифашисти и на някои места се застъпват за съпротива. Последните думи от речта на Касадо са отправени към Франко: „във вашите ръце, не в нашите, е мирът или войната“.

## Отговор на правителството
Негрин и неговото правителство слушат радиопредаването на Съвета за национална отбрана, докато са в Posición Yuste. Премиерът незабавно се обажда на Касадо и последват куп други телефонни разговори. Негрин иска обяснения, които Касадо отказва да даде. Поредица от други телефонни обаждания разкриват, че с изключение на командирите на армията на Естремадура и армията на Андалусия, които изглеждат лоялни, макар и донякъде двусмислени, повечето други местни военни лидери са склонни да застанат на страната на Касадо. Сантяго Гарсес Аройо, националният командир на разузнаването, се обажда на Педреро и му нарежда да арестува Касадо, което той отказва да направи. По някое време през нощта повечето членове на правителството, включително министър-председателят, решават, че няма смисъл да се създава съпротива срещу Съвета за национална отбрана. Някои източници твърдят, че или Негрин, или Антонио Кордон Гарсия се опитват да уредят с Касадо официално предаване на правомощията, главно за да гарантират, че републиканското правителство не е напълно компрометирано в международен план.
В ранните часове на 6 март Негрин получава информация, че флотът няма да се върне в Картахена и се насочва към Френски Алжир. Това на практика обезсмисля всяка надежда за масова, контролирана евакуация от пристанищата на Леванте. Появяват се новини, че гражданският губернатор на Мурсия е застанал на страната на бунтовниците, и че може да има войски, лоялни на Съвета, изпратени да заловят Негрин и правителството в Posición Yuste, а близкото летище в Моновар може скоро да бъде превзето и пристанището в Аликанте, все още контролирано от правителството, може да бъде отрязано. На сутринта Негрин решава да напусне Испания и нарежда самолетите да бъдат готови в Моновар.
Идеята за организиране на съпротива все още се подхранва от поне някои членове на националната изпълнителна власт на комунистите и Коминтерна. Палмиро Толяти предлага да се направи последно усилие за осигуряване на някакво споразумение за прекратяване на огъня. Това е средство за печелене на време, за да се установи мащабът на подкрепата за бунтовниците. Педро Чека изпраща емисари през централната зона. Някои се опитват да убедят Негрин, който преди да излети посещава Posición Dakar, но безуспешно. Негрин се опитва да направи радиопредаване, което да обяви необходимостта от предаване на властта по конституционен начин, но няма наличен предавател. Около обяд на 6 март Негрин и неговото правителство отлитат за Франция. Няколцина в комунистическата партия планират последна опора на съпротива между Албасете, Валенсия и Картахена, но в крайна сметка изпълнителната власт взима решение в последния момент да избегне по-нататъшно кръвопролитие, което ефективно забранява борбата със Съвета и да заминат в нелегалност. Повечето от нейните членове излитат най-късно на 7 март. Чека е оставен да съобщи приетите решения, тъй като няма радио връзка, той изпраща емисар в Мадрид.

## Преврат в Мадрид
Съветa за национална отбрана разполага две дивизии и други части, ръководени от доверени командири в Мадрид. Въпреки това, Гилермо Асканио, командир на 8-ма дивизия, разположена западно от града, изоставя фронтовата линия и на 6 март превзема северните и отчасти централните квартали на Мадрид. Също така танкови и други части, разположени в резерв близо до Торехон де Ардос, остават лоялни и се насочват към центъра от изток. На 7 март главният бунтовнически команден център, наречен Posicion Jaca, е превзет. Повечето членове на Съвета напускат Мадрид за Таранкон. На 8 март настъпващите лоялисти вече са на няколко километра от щабквартирата на Касадо. На 9 март двете страни започват преговори, които водят до неофициално прекратяване на огъня. На 10 март контролираните от анархистите бунтовнически подкрепления, които преди това държат фронтовата линия на границите на Гаудалахара/Сория и са изтеглени от Сиприано Мера, достигат покрайнините на Мадрид от изток. Те проникват в източните райони на Мадрид. На 11 март поемат контрола над центъра, а на 12 март последните острови на лоялна съпротива са задушени.

### Военна обстановка и планове
От 5 армейски корпуса, действащи близо до Мадрид и подчинени на Касадо като ръководител на Армията на центъра, 3 са командвани от комунисти или техни симпатизанти. Първият корпус, държащ фронтовата линия в Сиера де Гуадарама, се ръководи от полковник Луис Барсело; II корпус в Каса де Кампо и директно на запад от Мадрид, се ръководи от полковник Емилио Буено Нунес; III на юг от Мадрид, граничещ с провинция Толедо, се ръководи от полковник Антонио Ортега Гутиерес. Извън контрола на комунистите е IV корпус, който обслужва фронтовата линия североизточно от Мадрид, по границите на провинция Гуадалахара с провинция Сория е командван от анархист, Сиприано Мера. XVII, който остава в резерв, се командва от полковник Карлос Гарсия Валехо, който не е свързан с никоя конкретна партия.
Общо офицери, свързани с комунистите, командват 3 от 5 корпуса, 12 от 18 дивизии и 28 от 50 бригади; също около 45% от щабните офицери от ниво бригада до корпус са в комунистическата орбита. Въпреки това, от 73 политически комисари (от бригада до корпус) само 27 са били членове на комунистическата партия; 21 са свързани със социалистическата и 17 с анархистката организация.
Заговорниците гарантират, че в града има военни части, командвани от доверени офицери. Най-важната е 65-а дивизия, в пряк резерв на армията на центъра. Командван от социалиста Гутиерес де Мигел, тя е разположена в областите Чамартин и Кастелана, а персоналът е разположен в квартал Нуевос Министериос.

### Развитие
След като чуват радиопредаването на Съвета вечерта на 5 март, присъстващите в Мадрид комунистически лидери се събират в оперативния щаб на комунистическата партия. Той се намира в така наречената Вила Елоиса в североизточното предградие на Сиудад Линеал, вече извън административните граници на града. Вилата се намира на около 6 км по права линия от бившата сграда на Министерството на финансите, щабът на бунтовниците.
Няма ясен лидер в изпълнителната власт на партията в Мадрид. Някои посочват Висенте Пертегас като човека, който ефективно поема командването на комунистическите действия в идните дни. Двама високопоставени местни партийци Артуро Хименес и ръководителят на военната част Доминго Хирон заминават за Ел Пардо в северозападните покрайнини на Мадрид, където се намира генералният щаб на II корпус и най-близкия от всички щабове на корпуса. Тяхното намерение е да убедят полковник Буено да сформира сила, която да влезе в Мадрид и да смаже бунтовниците. Буено обаче се колебае; Хименес и Хирон се връщат във Вила Елоиса. Тогава Хирон е помолен да се свърже с Барсело; но по пътя си е арестуван от бунтовнически войски и затворен. Друг опит е насочен срещу Гилермо Асканио Морено, ревностен комунист и командир на 8-ма дивизия, подчинен на Буено.
Асканио не оглавява своята дивизия и се мести във Вила Елоиса; там е назначен за военен командир на операциите, насочени към смазване на бунтовническите войски. Намерението му е да мобилизира части от корпусите на Барсело и Ортега и с движението на клещи от север и от юг да поеме контрола над Мадрид. Комуникацията с доверени командири на определени части е нестабилна; също така отношението, възприето от някои водещи офицери, е двусмислено. От друга страна, Асканио успява да спечели командирите на танковата част в Торехон де Ардос и тези на бронираните влакове, разположени източно и североизточно от Мадрид.
В ранните часове съпротивата, оказана от карабинерите и части от 70 бригада (друга резервна единица на разположение на командването на армията на центъра) в Posición Jaca се срива и бункерите са превзети от лоялните. Пленени са 3-ма полковници от генералния щаб. В сутрешните часове на 7 март настъпващата колона продължава към центъра на града и влиза в битка близо до Пуенте де Вентас.
Въпреки че първоначалното въздействие на лоялистката контраофанзива се забавя, те продължават да напредват и се доближават към бунтовниците от 3 посоки: северозапад, север и североизток. Въпреки опитите за разполагане на подкрепления, членовете на Съвета са във все по-голяма опасност; повечето от тях, включително Миаха, но с изключение на Касадо, по-късно през деня напускат Мадрид и установяват новия си щаб в Таранкон, на около 80 км югоизточно от столицата. В много късните часове, още през нощта, лоялистите поемат контрола над Паласио Реал и Театро де ла Опера.
През сутрешните часове на 8 март колоната, водена от Кортинас, тръгва от околностите на Паласио Реал и се насочва на изток към Пасео де ла Кастелана; тъй като други части от 7-ма дивизия настъпват от север по протежение на Пасео, намерението е да се сближат защитниците от 65-а дивизия от две посоки. До средата на деня лоялните войски напредват до Plaza de Cibeles. Бунтовническите войски започват да носят бели ленти на лявата ръка, за да се отличават от лоялистите.
Също така през сутрешните и ранните следобедни часове лоялните части, настъпващи от североизток, звзимат контрола над Вентас, отчасти благодарение на 8-а бригада на карабинерите, която сменя страната и се присъединява към контролираните от комунистите части.
Бунтовническите части, които поемат основната тежест на контролираната от комунистите контраофанзива в центъра на Мадрид, са предимно социалистически части от 65-а и 2-ра щурмова дивизия. Особена роля играе полковникът от щурмовата гвардия Армандо Алварес, който се очертава като ключов командир, който координира отбраната.
През следобеда положението на бунтовниците става тежко. Техният щаб е на около 1,5 км от най-близките лоялни части, въпреки че по това време пътят на юг е контролиран от бунтовниците, има реална заплаха, че командният им център може да бъде откъснат всеки момент. Лоялни артилерийски оръдия, разположени в Puerta de Alcalá, откриват огън и обстрелват сградите на Съвета.
През нощта командният център на мадридските комунисти във Вила Елоиса е достигнат от пратеници на националния щаб на партията в Елда, провинция Аликанте. Те носят заповеди да спрат битките и да се подготвят или за евакуация, или за тайни дейности. Прокрадва се новината, че ръководителят на комунистическата партия е напуснал Испания на 6-7 март и че с изключение на Мадрид, бунтовниците триумфират в цялата републиканска зона.
В крайна сметка повечето членове на местното партийно командване решават да изпълнят инструкциите. Източник твърди, че е изпратено предложение до Съвета за размяна на затворници и евентуално комунистите да станат част от Съвета. Друга версия твърди, че предложението за прекратяване на огъня е направено от ръководителя на III корпус Ортега, който въпреки комунистическата си принадлежност остава неутрален и посредничи между страните; според тази гледна точка, Касадо възнамерява да спечели време преди пристигането на подкрепленията. Ефективно средата на деня на 9 март води до прекратяване на огъня, като и двете страни реорганизират своите части и консолидират позициите си.
Хесус Ернандес Томас, член на политбюрото в Мадрид, отказва да приеме инструкциите на партията. С група сътрудници той обявява сформирането на ново политбюро, ефективно отхвърляйки авторитета на Диас, Ибарури и други, които по това време вече са или във Франция, или в Алжир. Той издава войнствен манифест, призоваващ комисарите и командирите да не се отказват от правомощията си.
Националистическите офицери, командващи в Каса де Кампо и наоколо, забелязват оттеглянето на някои противникови части и уведомяват съответно началниците си, предлагайки възможността да се използва с бързо настъпление. През деня са организирани подкрепления, извикани от Мера 3 дни по-рано.
В сутрешните часове на 10 март първите подразделения на бунтовническите 14-а и 12-а дивизия достигат Пуенте де Сан Фернандо при река Харама. Въпреки по-ранното решение на партията да избегнат кръвопролития, те получават съпротива от контролирани от комунистите части, най-вече 44-та бригада и 18-а бригада от 8-а дивизия. Престрелката продължава няколко часа и моторизирани колони на доминираните от анархистите дивизии овладяват контрола над моста и напредват към западните брегове на Харама. Въпреки това, в този момент лоялната артилерия, разположена на хълма, наречен Alto de Ventas на около 5 км западно, започва да удря настъпващите бунтовнически части. Те са разпръснати и напредването им спира.
По време на късните вечерни и ранните нощни часове бунтовническата 12-а дивизия напредва на запад и се приближава както до Алто де Вентас, така и до бункерите на Posición Jaca. Комунистите решават да не оказват съпротива и напускат комплекса, който е превзет от контролираните от анархистите части. Вече са на около 10 км от полуобсадения щаб на Касадо и контролираните от комунистите части са тези, които изпадат във все по-трудна позиция, изправени от юг от 65-а дивизия, окопана в правителствения квартал и от североизток от приближаващите войски на Мера.
От рано сутринта на 11 март войските, които са част от въстаниците IV Корпус, предимно 12-а и 14-а дивизия, започват офанзива по доста дълга, 10-километрова фронтова линия към правителствения квартал в центъра. Комунистическите лидери напускат Вила Елоиса, скоро превзета от бунтовниците и се укриват.
На местно ниво ситуацията се различава значително, като има участъци с ожесточени ръкопашни битки и квартали, където войските се побратимяват. Пример е Вентас, където напредващите контролирани от анархистите части изпращат парламентаристи, екипирани с трицветни знамена и викащи „Да живее републиката!“, те първо се опитват да убедят своите колеги, че няма смисъл да се бият.
Последните острови на лоялна съпротива, особено Нуевос Министериос и Ел Пардо, първо са изолирани и след това атакувани от войските на Съвета. Някои лоялисти са прегазени, но повечето се предават. Военната контраразузнавателна служба с нейния мадридски клон, контролиран от социалистите и ръководен от Анхел Педреро Гарсия, извършва преследването на комунистически бойци в целия град.
На 12 март Съвета публикува своя отговор на предложението на комунистите, публикувано 3 дни по-рано. Отхвърля всички комунистически предложения и не иска нищо друго освен безусловна капитулация; като неясно се ангажира „да съди събитията от последните дни без партизанска страст“, отбелязва, че всички комунистически военнопленници, които не са виновни за никакви престъпления, ще бъдат освободени и че Съветът ще бъде готов да изслуша допълнителни предложения на партията, въпреки че също си запазва правото да взема всички необходими лични решения.
Същия ден Палмиро Толяти, който по това време се укрива във Валенсия и действа като най-висш орган на партията в Испания, дава отговор. Той декларира, че като се има предвид обещанието на Съвета да не предприема репресии, партията е готова да сътрудничи; последват високопарни фрази, сочещи за „пример за жертвоготовност, героизъм и дисциплина” да се даде на отечеството. Комунистическата съпротива спира и битката за Мадрид приключва. Повечето решителни командири, като Асканио или Фернандес, вече са задържани от бунтовниците, а други, като Барсело, Буено или Ортега, ще бъдат задържани на следващия ден или скоро след това.

## Жертви
Около 30 000 войници участват в боевете в или около столицата. Броят на жертвите и свързаната с тях интензивност на битката не са ясни. Обикновено се счита, че около 2 000 са загиналите в Мадрид, въпреки че според някои източници 2 000 са всички жертви, включително ранените. В Картахена са регистрирани жертви, но като се има предвид, че градът е оспорван и от националистите, не е ясно дали те трябва да се считат за жертви на преврата на Касадо.

## Съвета на власт
След успешния преврат Съвета предприема масови политически чистки, насочени срещу комунистите. Повечето от тези заемащи постове в администрацията или армията са уволнени и много от тях задържани; някои оценки варират до 15 000 арестувани. Комунистическата партия не е официално забранена, но всички членове на провинциалните изпълнителни структури са арестувани анблок. Мащабът на убийствата е неясен, екзекуциите, подкрепени от някакво съдебно производство, са малко и най-известният случай е този с Барсело. Въпреки това, има твърдения по-късно, че има стотици затворници комунисти, убити в затвори или импровизирани центрове за задържане, включително изхвърлянето им в канализацията. Тези от задържаните, оцелели от касапницата, прекарват 3 седмици зад решетките, преди да бъдат предадени на националистите в края на март 1939 г. Предприети са и някои символични мерки, като премахването на червената звезда от военните униформи. Анархистката и социалистическата преса започва яростна кампания срещу Негрин и комунистите.
Политическите различия в Съвета стават очевидни почти веднага след триумфа на преврата. Анархистите си представят, че по-нататъшна съпротива срещу националистите ще бъде предложена като средство за осигуряване на най-добрите възможни условия за предаване; военните възнамеряват да договорят прекратяване на огъня възможно най-скоро. За да премахне единствения човек, който командва истинска власт, Касадо предлага на Мера да поеме командването на армията на Естремадура, но той не приема. Касадо продължава неофициалните си преговори с националистите в търсене на почтен мир. На 23 март двама от неговите пратеници заминават за Бургос и с предложение за етапна капитулация, съчетана с евакуация на всички желаещи да напуснат Испания. Националистите изискват незабавно и безусловно предаване с неясни уверения, че хората, които не са виновни за престъпна дейност, няма да бъдат репресирани. Съвета е неспокоен, иска потвърждение и изпраща пратениците отново до Бургос на 25 март. Почти не се водят разговори. Въпреки това на 26 март Съвета нарежда никой да не се съпротивлява в случай на настъпление на националистите, което започва ден по-късно. На 26-28 март всички членове на Съвета с изключение на Бестейро напускат Мадрид към крайбрежието на Леванте.
Съвета полага известни усилия да осигури парични депозити и други документи на републиканското правителство, съхранявани в чужбина с очевидното намерение да се осигури контролирана евакуация. На 23 март Карильо нарежда на гражданските губернатори да подготвят евакуация. В публични изявления представители на Съвета обявяват, че се подготвят кораби за всички, които желаят да напуснат Испания. Въпреки това няма организирана схема и когато националистическите войски започват да настъпват, десетки хиляди бягат хаотично на изток. Миаха и Мера излитат от Аликанте за Оран на 29 март, докато Касадо тръгва от Гандия на борда на британски военен кораб в ранните часове на 30 март. Аликанте пада в ръцете на националистите на 31 март и републиканската зона престава да съществува.